# Owen Paterson (Politiker)

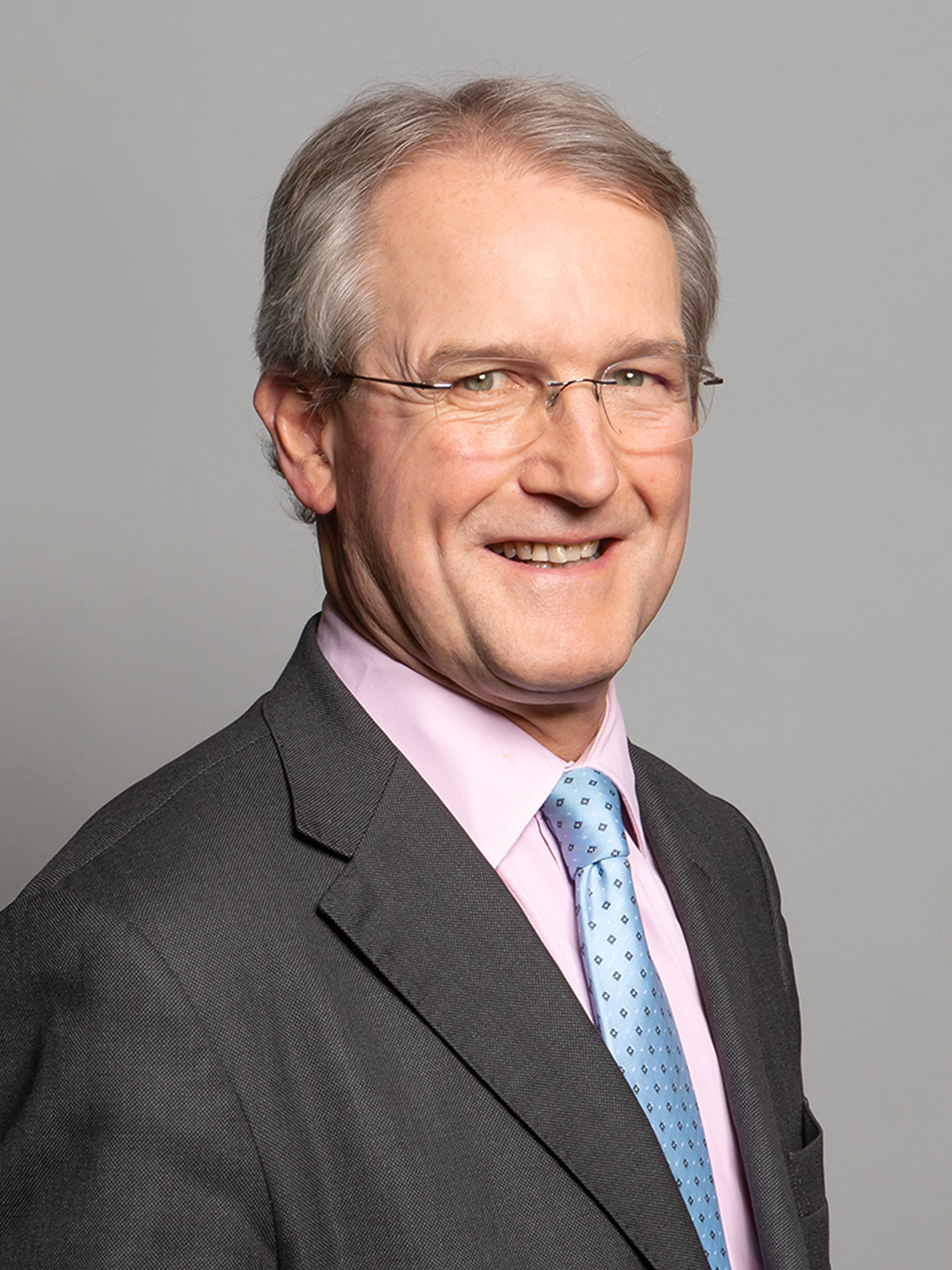
Owen Paterson (2020)

Owen William Paterson (* 24. Juni 1956 in Whitchurch, Shropshire) ist ein britischer Politiker der Conservative Party. Paterson diente von 2010 bis 2012 als Nordirlandminister (Secretary of State for Northern Ireland) und von 2012 bis 2014 als Minister für Umwelt, Ernährung und Angelegenheiten des ländlichen Raums. Von 1997 bis 2021 war er Mitglied des Unterhauses.

## Biografie

### Unternehmer, Abgeordneter und Schattenminister
Nach dem Schulbesuch studierte er Geschichte an der University of Cambridge und trat danach in das familiäre Unternehmen für Lederwaren ein und wurde 1994 dessen Geschäftsführer. Darüber hinaus war er zeitweise Präsident von COTANCE, der Konföderation der europäischen Gerber. Seine wirtschaftlichen Erfahrungen prägten auch seine späteren Einstellungen hinsichtlich der Stärkung der lokalen Wirtschaft, eines freien Unternehmertums und einer geringen Einmischung in das Privatleben. Darüber hinaus vertrat er bereits in seinen wirtschaftlichen Tätigkeiten die Ansicht, dass Steuerwesen und Bürokratie zum Nutzen der Möglichkeiten der Menschen abgebaut werden müssten.
Bei den Unterhauswahlen 1997 wurde er erstmals zum Mitglied des Unterhauses (House of Commons) gewählt und vertritt in diesem seither den Wahlkreis North Shropshire. In den nachfolgenden Jahren seiner Parlamentszugehörigkeit setzte er sich in seinem Wahlkreis für eine bessere Gesundheitsfürsorge, lokale Grundschulen, Verbesserung des öffentlichen Personennahverkehrs sowie andere lokale öffentliche Einrichtungen wie Postämter, Magistratsgerichte ein und war Gegner der Regionalisierung der Polizei. Bei den Unterhauswahlen 2010 wurde er zuletzt mit 51,37 Prozent der Wählerstimmen wiedergewählt.
Nachdem er zwischen 1999 und 2001 Parlamentarischer Geschäftsführer (Whip) der konservativen Fraktion im Unterhaus war, folgte zwischen September 2001 und Oktober 2003 eine Tätigkeit als Parlamentarischer Privatsekretär von Iain Duncan Smith, dem damaligen Vorsitzenden der Conservative Party.
Im Oktober 2005 wurde er „Landwirtschaftsminister“ im Schattenkabinett seiner Partei. Als solcher wurde er zu einem Experten im Thema Tuberkulose der Rinder und trat in Kampagnen für die Unternehmen der Milchproduktion ein. Daneben setzte er sich in Nordeuropa für ökologische Fischerei (Green Paper on Fisheries) ein. Nach dieser Tätigkeit war er zwischen November 2006 und Juli 2007 Schatten-Verkehrsminister und bereiste in dieser Funktion Europa sowie Nordamerika zur Besichtigung moderner Verkehrsplanungen.
Zuletzt war er von Juli 2007 bis Mai 2010 „Nordirlandminister“ des konservativen Schattenkabinetts und besuchte bereits in dieser Funktion Nordirland annähernd jede Woche zu Gesprächen mit Politikern und Verwaltungsvertretern, aber auch von Schulen, Unternehmen und Gemeindeprojekten.

### Nordirlandminister
Nach dem Wahlsieg der Conservative Party bei den Unterhauswahlen am 6. Mai 2010 wurde er am 11. Mai 2010 von Premierminister David Cameron zum Nordirlandminister (Secretary of State for Northern Ireland) in dessen Regierung berufen.
Zu Beginn seiner Amtszeit verkündete er mögliche Senkungen der Gewerbesteuer in Nordirland.
Im August 2010 entschuldigte sich Paterson bei den Angehörigen der Opfer dreier Bombenanschläge am 31. Juli 1972 im nordirischen Claudy, bei denen es neun Tote gab. Der katholische Priester und mutmaßliche Attentäter der IRA, James Chesney, gilt als einer der Hauptorganisatoren. Er soll aber von der Polizei, der britischen Regierung wie dem damaligen Nordirlandminister William Whitelaw und der katholischen Kirche gedeckt worden sein, um die Stimmung nicht weiter eskalieren zu lassen. Stattdessen wurde Chesney nach Malin Head in der Republik Irland versetzt. Der Primas der irischen katholischen Kirche, Kardinal Seán Brady, und Bischof Séamus Hegarty aus Derry bestätigten die Untersuchungsergebnisse und betonten jetzt, dass Chesney schon zu Lebzeiten hätte zur Verantwortung gezogen werden müssen. Trotz dieser Entschuldigung lehnte Paterson jedoch eine Kritik am damaligen Nordirlandminister Whitelaw ebenso ab wie die Durchführung einer Untersuchung, da viele Zeitzeugen wie Whitelaw und Chesney bereits verstorben seien.

### Minister für Umwelt, Ernährung und Angelegenheiten des ländlichen Raums
Vom 4. September 2012 bis 14. Juli 2014 war Paterson Secretary of State for Environment, Food and Rural Affairs. Seine Nachfolgerin wurde Liz Truss.

### Brexit
Owen Paterson ist überzeugter Brexit-Anhänger, gehört dem Beratungsgremium (Political Advisory Board) der „Leave means Leave“–Initiative an und sprach sich für eine komplette Loslösung von der EU-Zollunion aus. Noch am 13. März 2019 warb Paterson für einen No-deal-Brexit und bezeichnete die Hard-Brexit-Ablehnung des britischen Parlaments als Verrat am Wähler.

### Ende als Abgeordneter
Nach einer zweijährigen Untersuchung wurde Paterson von einem Unterhauskomitee „Vermischung von politischen und privaten Interessen“ vorgeworfen. Er hatte bei der Aufsichtsbehörde für Nahrungssicherheit und dem Entwicklungshilfeministerium für Firmen interveniert, mit denen er hochdotierte Beratungsverträge unterhielt. Das mit der Untersuchung der Vorwürfe befasste Standards Committee des Unterhauses empfahl eine Suspendierung Pattersons von seinem Abgeordnetenmandat für 30 Tage. Die Regierung Boris Johnson versuchte zunächst, die Suspendierung Patersons durch eine Statutenänderung zu verhindern, änderte dann aber unter dem Druck der öffentlichen Empörung ihre Meinung. Das Verhalten des Premierministers wurde von verschiedenen Seiten kritisiert. Die Angelegenheit Patterson sei dadurch von einem Skandal wegen des Fehlverhaltens eines Abgeordneten zu einer Diskussion über das mangelnde Urteilsvermögen des Premierministers mutiert. Der konservative Ex-Premierminister John Major warf Johnson vor, das Ansehen des Parlaments und der Regierung national und international ernsthaft beschädigt zu haben. Paterson bestritt die Vorwürfe. Er hätte im Interesse der öffentlichen Gesundheit und Sicherheit gehandelt. Paterson beklagte eine ungerechte Vorgehensweise des Komitees. Am 4. November 2021 gab Paterson seinen Parlamentsposten auf.
Am 16. Dezember 2021 fand in seinem ehemaligen Wahlkreis eine Nachwahl statt, bei der die Liberaldemokraten mit deutlichem Vorsprung gewannen.

## Privat
Paterson war von 1980 bis zu ihrem Tod 2020 mit seiner Frau Rose, Tochter des 4. Viscount of Ridley, verheiratet. Er hat zwei Söhne, eine Tochter und eine Enkelin. Seine Frau Rose beging am 24. Juni (dem Geburtstag ihres Ehemanns) 2020 Suizid. Paterson gründete daraufhin eine gemeinnützige Stiftung, die sich mit Suizidprävention befasst.

## Biografie
- Homepage von Owen Paterson
- Homepage des Unterhauses
- Homepage der Conservative Party
- Homepage als Abgeordneter (They Work For You)
- BBC NEWS: Focus on the new NI secretary of state Owen Paterson (12. Mai 2010)